# Adós
Az adós a polgári jogban az a személy, aki kölcsönszerződés alapján a hitelezőnek történő visszafizetésre köteles. Az adós a hitelért általában meghatározott kamatot fizet.
A gazdasági jogi szóhasználatban az adós az a gazdálkodó szervezet, amely a tartozását az esedékességkor nem tudta vagy előreláthatóan nem képes rendezni.
Adós az, aki tartozik valakinek valamivel - általában pénzzel. Bank adósa az a személy vagy cég, aki kölcsönszerződést kötött a bankkal, mely alapján az igényelt hitelt köteles visszafizetni az előre meghatározott részletekben, ütemezésben, az összes díjjal és költséggel együtt.

## Jövedelem alapú adósminősítés
Olyan adósminősítés, melynek során a hiteligénylő rendszeres havi jövedelmét vizsgálja a bank. Ehhez a jövedelem igazolása szükséges, mely történhet munkáltatói igazolással, bankszámlakivonatokkal és NAV (APEH) jövedelem igazolásokkal.